# Birżyniany
Birżyniany (lit. Biržuvėnai) – wieś na Litwie, w okręgu telszańskim, w rejonie telszańskim, w starostwie Łukniki. W 2001 roku liczyły 146 mieszkańców.

## Historia
Był stolicą jednego z traktów Księstwa Żmudzkiego i razem z okolicznymi dobrami wchodziły w skład dóbr stołowych Wielkich Książąt Litewskich.
W XIV w. był tu dwór Wielkich Książąt Litewskich, w XVII w. dobra należały do Woynów, od których w 1670 r. odkupili Gorscy i byli właścicielami do II wojny światowej. Były majętnością szlachecką, położoną w powiecie birżyniańskim w 1667 roku.

## Zabytki
Zachował się drewniany dwór z XVIII w., zespół zabudowań gospodarczych (kuźnia, elektrownia wodna i młyn), park krajobrazowy (10 ha).
W parku cmentarz żołnierzy niemieckich z I wojny światowej.